# Mont Pisgah (Québec)
Pour les articles homonymes, voir Mont Pisgah.
Le mont Pisgah est une montagne dans l'État américain du Maine, qui fait partie des Appalaches et s'élève à 1 023 mètres d'altitude. Il chevauche sur son versant nord la frontière avec la province canadienne du Québec.

## Toponymie
Ce toponyme évoque le mont du même nom, en Palestine, d'où Moïse put apercevoir la Terre Promise.
Le toponyme « mont Pisgah » a été officialisé le 5 décembre 1968 à la Commission de toponymie du Québec.

## Géographie

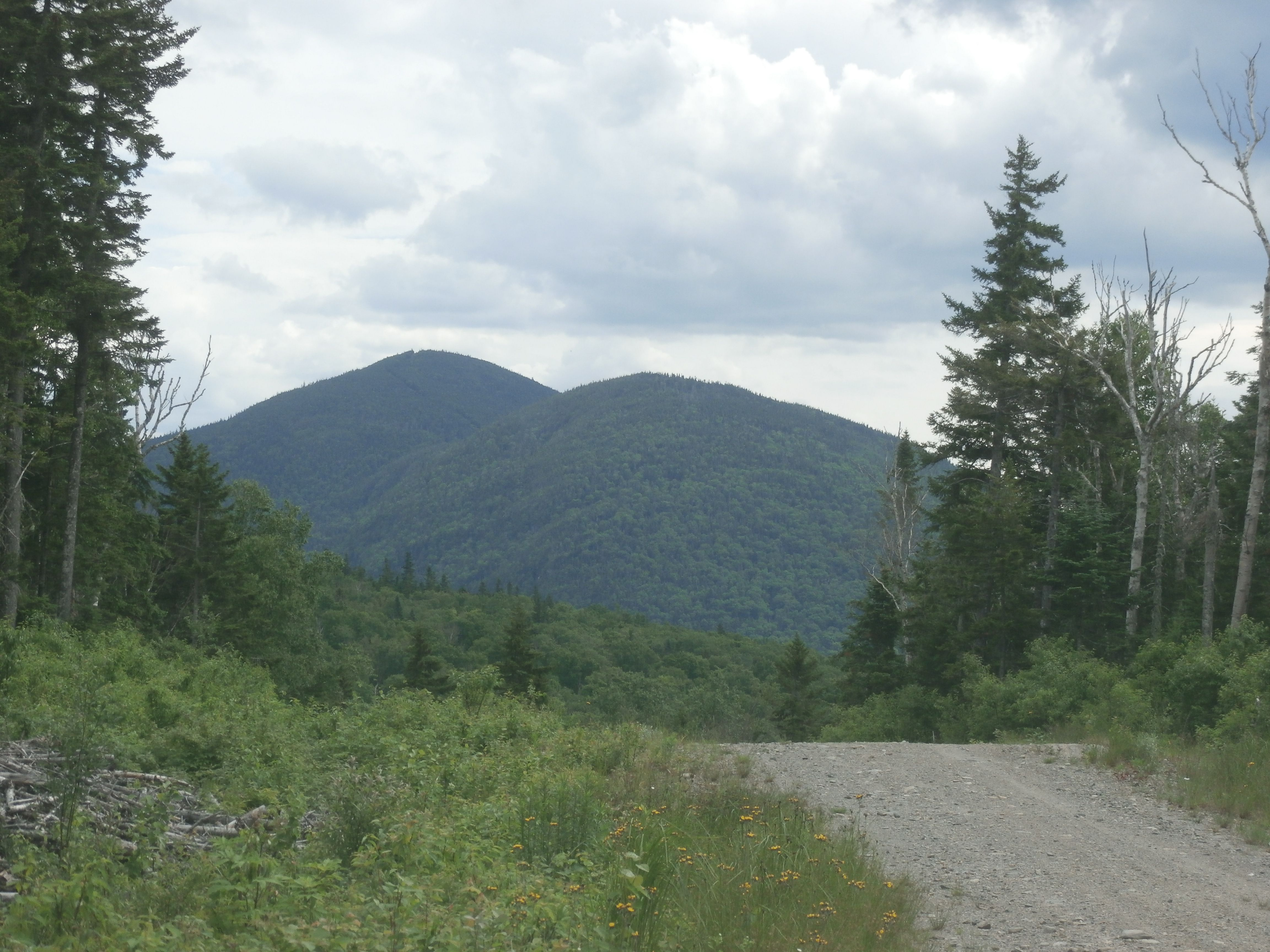
Le mont Pisgah au sud de la zec Louise-Gosford (secteur Louise).

La montagne, située en partie dans la municipalité de Saint-Augustin-de-Woburn, au sud-est du lac aux Araignées, est traversée au niveau d'une antécime septentrionale à 1 013 mètres d'altitude par la frontière entre le Canada et les États-Unis. Le flanc sud descend en pente moyenne jusqu'à la chaîne des Lacs (Chain of Ponds), qui est traversée par la branche nord de la rivière Dead.
Une borne frontalière a été aménagée au sommet de l'antécime.